# بطولة أمريكا الجنوبية لألعاب القوى للناشئين 1961
بطولة أمريكا الجنوبية لألعاب القوى للناشئين 1961 هي النسخة الـ 3 من بطولة أمريكا الجنوبية لألعاب القوى للناشئين. أقيمت في الأرجنتين. شارك فيها 56 رياضياً من 5 بلدان. تصدرت الأرجنتين جدول الميداليات برصيد 17 ميدالية منها 7 ذهبية.

## جدول الميداليات
| الترتيب | منتخب      | ذهبية | فضية | برونزية | المجموع |
| ------- | ---------- | ----- | ---- | ------- | ------- |
| 1       | الأرجنتين  | 7     | 6    | 4       | 17      |
| 2       | تشيلي      | 7     | 5    | 5       | 17      |
| 3       | البرازيل   | 2     | 5    | 6       | 13      |
| 4       | بيرو       | 2     | 2    | 1       | 5       |
| 5       | الأوروغواي | 0     | 0    | 2       | 2       |